# 濱野賢一朗
濱野 賢一朗（はまの けんいちろう、1980年6月 - ）は、日本のコンピュータエンジニア。Linuxやオープンソースを中心とした著作活動や講演活動を行っている。
福岡県福岡市出身。泰星中学校・高等学校を卒業した後、東京工業大学理学部に進み、在学中から活動を行う。宮原徹とともに株式会社びぎねっとを設立。その後、リナックスアカデミーの学校長に就任。2015年10月現在、株式会社NTTデータに所属。
独立行政法人情報処理推進機構や日本OSS推進フォーラムが主催する日本OSS貢献者賞の実行委員長を長年にわたり務める。
Linuxの技術者認定であるLinux Professional Institute Certification (LPIC) に関して情報発信を行うことで日本国内での認知に努めたことやオープンソースソフトウェアのユーザーコミュニティの立ち上げなどに関与した。日本Hadoopユーザー会の一員としてイベント Hadoop Conference Japan を主導する。
正確な表記は「濵野」であるが、環境により表記出来ないことが多いので「濱野」で通している。
2019年9月、NTTデータが2018年12月に導入した高額報酬制度の Advanced Professional（ADP）の適用第1号が濱野であると報じられた。

## 代表的な著作
- 「Hadoop徹底入門」 （監修／翔泳社／2011-2014年）
- 「オープンソースソフトウェアの本当の使い方」 （共著／技術評論社／2007年）
- 「Linux教科書　LPICレベル3」 （監修／翔泳社／2010-2015年）
- 「Linux教科書　LPICレベル2」 （監修／翔泳社／2003-2015年）
- 「Linux教科書　LPICレベル1」 （共著／翔泳社／2002-2015年）
- 「合格Expert LPI Linux 認定試験 レベル1リリース2」（共著／技術評論社／2003年）
- 「qmailで作る快適メールサーバー」（共著／秀和システム／2001年）
- 「PHPデスクトップリファレンス」（共訳／オライリー／2001年）